# Phalaris minor
Phalaris minor es una especie de gramínea del orden Poales nativa de Europa y el norte de África, adventicia en Chile, Brasil y Argentina. En Argentina es conocida con los nombres vulgares "alfarín" (propuesto como nombre patrón para la especie por Petetín 1984) y "pasto romano".
Se cultiva como forrajera en Argentina pero se ha espontaneizado en las provincias de Buenos Aires y Entre Ríos, siendo común en rastrojos diversos y cultivos de trigo y lino.

## Taxonomía

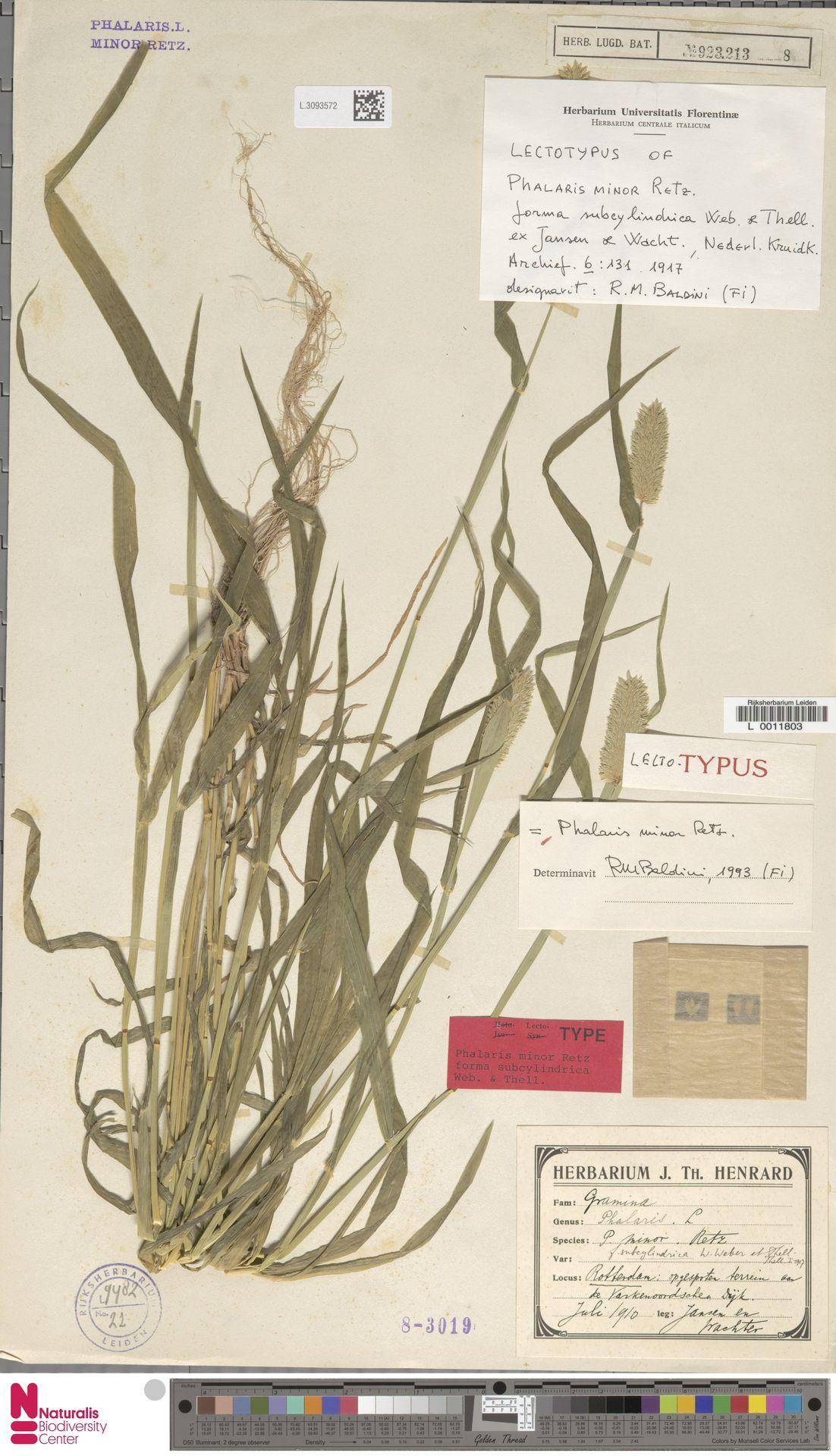
Phalaris minor en la ficha del Herbario: Naturalis Biodiversity Center

Phalaris minor fue descrita por Anders Jahan Retzius (abrevistura en botánica: Retz.) y publicada en Observ. Bot., 3: 8 en 1783.
Etimología
Phalaris: nombre genérico que podría derivar del griego phalaros, que significa lustroso, aludiendo al brillo de las espigas.
minor: epíteto latíno que significa "menor".
Sinonimia
- Phalaris ambigua, Fig. & De Not., 1853[6]
- Phalaris aquatica, Thunb., 1794[7]
- Phalaris aquatica var. minor, (Retz.) Mutel, 1837[8]
- Phalaris arundinacea var. minor, (Retz.) Paunero, 1948[9]
- Phalaris brevis, Trin., 1839[10]
- Phalaris capensis , Thunb., 1794[11]
- Phalaris decumbens, Moench, 1794[12]
- Phalaris gracilis, Parl., 1842[13]
- Phalaris haematites, Duval-Jouve & Paris,
- Phalaris haematites var. granulosa , Sennen & Mauricio,
- Phalaris mauritii, Sennen,
- Phalaris minor fo. bracteata, Jansen & Wacht.,
- Phalaris minor fo. composita, Jansen & Wacht.,
- Phalaris minor fo. glomerata , Henrard ex Jansen & Wacht.,
- Phalaris minor fo. gracilis, (Parl.) Asch. & Graebn.,
- Phalaris minor fo. haematites, Duval-Jouve & Paris ex Trab.,
- Phalaris minor fo. subcylindrica, Web. & Thell. ex Jansen & Wacht.,
- Phalaris minor subsp. gracilis, (Parl.) Arcang.,
- Phalaris minor var. comosula , Heldr.,
- Phalaris minor var. genuina, Maire & Weiller,
- Phalaris minor var. gracilis, (Parl.) Parl.,
- Phalaris minor var. haematites, Duval-Jouve & Paris,
- Phalaris minor var. integra, Trab.,
- Phalaris minor var. nepalensis, (Trin.) Bor,
- Phalaris minor var. phaeosperma, Cavara,
- Phalaris nepalensis, Trin.,
- Phalaris trivialis, Trin.,
- Tovarochloa peruviana, T.D. Macfarl. & But,

## Nombres comunes
- castellano: alpiste valillo, pasto romano[14]
- inglés: canary grass, littleseed canarygrass, Mediterranean Canary Grass
- francés: Alpiste mineur
- italiano: scagliola minore
- portugués: talaceiro